# Cornopteris
Cornopteris es un género de helechos de la familia  Athyriaceae. Tiene una distribución cosmopolita.

## Especies
- Cornopteris approximata W.M. Chu
- Cornopteris banahaoensis (C. Chr.) K. Iwats. & M.G. Price
- Cornopteris christenseniana (Koidz.) Tagawa
- Cornopteris crenulatoserrulata (Makino) Nakai
- Cornopteris decurrenti-alata (Hook.) Nakai
- Cornopteris forsythii-majoris (C. Chr.) Tardieu
- Cornopteris hakonensis (Makino) Nakai
- Cornopteris latibasis W.M. Chu
- Cornopteris latiloba Ching
- Cornopteris major W.M. Chu
- Cornopteris opaca (D. Don) Tagawa
- Cornopteris parvisora (C. Chr.) Tardieu
- Cornopteris pseudofluvialis Ching & W.M. Chu
- Cornopteris sulcinerva (Hieron.) Tardieu